# Louis-Marie-Athanase de Loménie de Brienne
 (septembre 2013).
Pour les autres membres de la famille, voir Famille de Loménie.
Louis-Marie-Athanase de Loménie, comte de Brienne (1730-1794), est un officier et homme politique français, baptisé le 20 avril 1730 à Paris et mort guillotiné le 10 mai 1794 à Paris.

## Biographie
Il est issu d'une branche cadette des Loménie, famille originaire de Flavignac en Limousin, qui est devenue au XVIIe siècle la quatrième maison de Brienne. 
Louis-Marie-Athanase est le troisième fils de Nicolas Louis de Loménie, comte de Brienne et de Gabrielle Anne de Chamillart. Il est le frère puiné d'Étienne-Charles de Loménie de Brienne, cardinal ministre de Louis XVI. Il épouse en octobre 1757 Marie Anne Étiennette Fizeaux de Clémont, fille d'Etienne Claude Fizeaux de Clémont, riche filateur de Saint-Quentin, et Marie Anne Perrinet.
Lieutenant général des armées du roi, il commande le régiment Royal Artois de 1747 à 1762. Il est secrétaire d'État à la Guerre de 1787 à 1788.
Il est usurpateur du titre de marquis de Moÿ et seigneur de Vendeuil (source?).
Il est guillotiné le 21 floréal An II (10 mai 1794) avec quatre autres membres de sa famille en même temps que la sœur du roi, Madame Élisabeth. Seule du groupe, la comtesse de Sérilly échappa à la mort.
Il reconstruit avec faste le château de Brienne et achète à Paris le bel hôtel de la rue Saint-Dominique appelé depuis hôtel de Brienne, actuelle résidence officielle du ministre de la Défense.

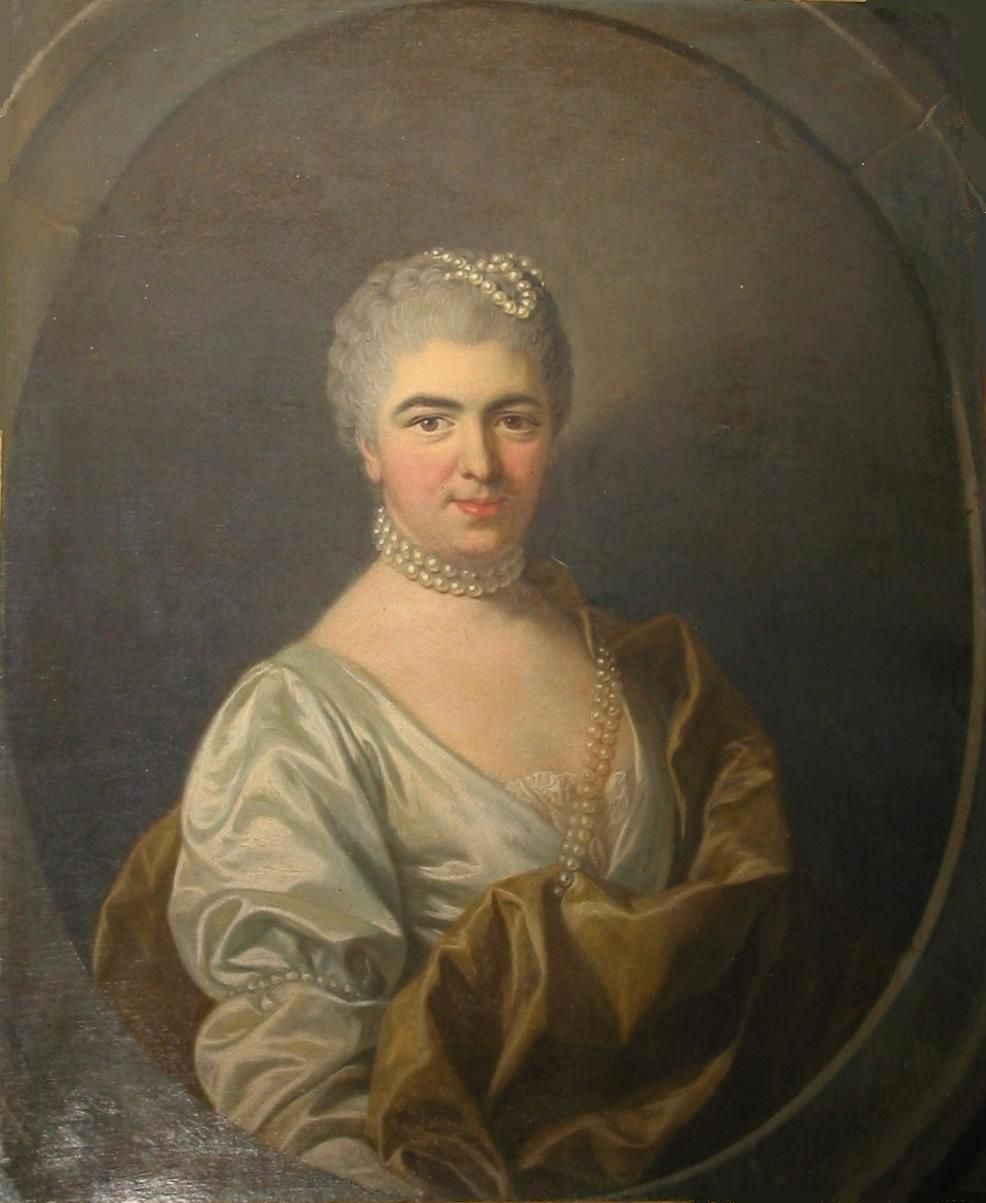
Madame Loménie de Brienne, née Fizeaux.

Louis-Marie-Athanase de Brienne et Étiennette Fizeaux "adoptent" les trois fils d'un de leurs parents, François de Loménie et Suzanne Victoire  Bade, qui sont guillotinés le 21 floréal an II, en même temps que leur père adoptif: 
- François-Alexandre-Antoine de Loménie, vicomte de Brienne, né à Marseille, chef de corps du Régiment des chasseurs de Champagne, qui épouse en 1785 Élisabeth Louise Sophie de Vergès (1767-1835), connue sous le nom de vicomtesse de Loménie[4], fille de Jacques Marie de Vergès, conseiller au conseil supérieur de Port-au-Prince, puis avocat général au parlement de Paris sous Maupeou, enfin premier avocat général du Grand Conseil, et Elisabeth Delaplace[5].

- Charles de Loménie de Brienne;

- Pierre François Martial de Loménie de Brienne

La veuve de François-Alexandre, meurt en 1851 ; le château de Brienne est alors vendu à la princesse de Bauffremont.

## Sources
- BNF, département des Manuscrits, div. occidentale, fonds Bauffremont Fr 23350-23621.
- Brienne (Comte de) et Loménie de Brienne (Étienne-Charles de), Journal de l'Assemblée des Notables de 1787, éd. P. Chevallier, 1960.
- Mme de Créquy, Souvenirs[réf. incomplète]
- (en) Stanford Library, 18th Century Judicial[réf. incomplète]
- Bunel Arnaud, Héraldique Européenne, 1997-2007[réf. incomplète]
- archives de la famille Fizeaux (fonds privé).